# Louvrechy
Louvrechy és un municipi francès situat al departament del Somme i a la regió dels Alts de França. L'any 2007 tenia 165 habitants.

## Demografia

### Població
El 2007 la població de fet de Louvrechy era de 165 persones. Hi havia 55 famílies de les quals 10 eren unipersonals (3 homes vivint sols i 7 dones vivint soles), 10 parelles sense fills, 28 parelles amb fills i 7 famílies monoparentals amb fills.
La població ha evolucionat segons el següent gràfic:
Habitants censats

### Habitatges
El 2007 hi havia 65 habitatges, 56 eren l'habitatge principal de la família, 4 eren segones residències i 5 estaven desocupats. 64 eren cases i 1 era un apartament. Dels 56 habitatges principals, 42 estaven ocupats pels seus propietaris i 14 estaven llogats i ocupats pels llogaters; 5 tenien tres cambres, 14 en tenien quatre i 37 en tenien cinc o més. 44 habitatges disposaven pel capbaix d'una plaça de pàrquing. A 21 habitatges hi havia un automòbil i a 29 n'hi havia dos o més.

### Piràmide de població
La piràmide de població per edats i sexe el 2009 era:
| Homes | Edats   | Dones |
| ----- | ------- | ----- |
| 0     | 95 o +  | 0     |
| 0     | 90 a 94 | 0     |
| 0     | 85 a 89 | 0     |
| 0     | 80 a 84 | 4     |
| 4     | 75 a 79 | 8     |
| 4     | 70 a 74 | 0     |
| 4     | 65 a 69 | 4     |
| 4     | 60 a 64 | 8     |
| 4     | 55 a 59 | 8     |
| 8     | 50 a 54 | 8     |
| 4     | 45 a 49 | 4     |
| 8     | 40 a 44 | 4     |
| 4     | 35 a 39 | 8     |
| 4     | 30 a 34 | 0     |
| 4     | 25 a 29 | 4     |
| 16    | 20 a 24 | 0     |
| 12    | 15 a 19 | 8     |
| 0     | 10 a 14 | 8     |
| 0     | 5 a 9   | 4     |
| 4     | 0 a 4   | 0     |

## Economia

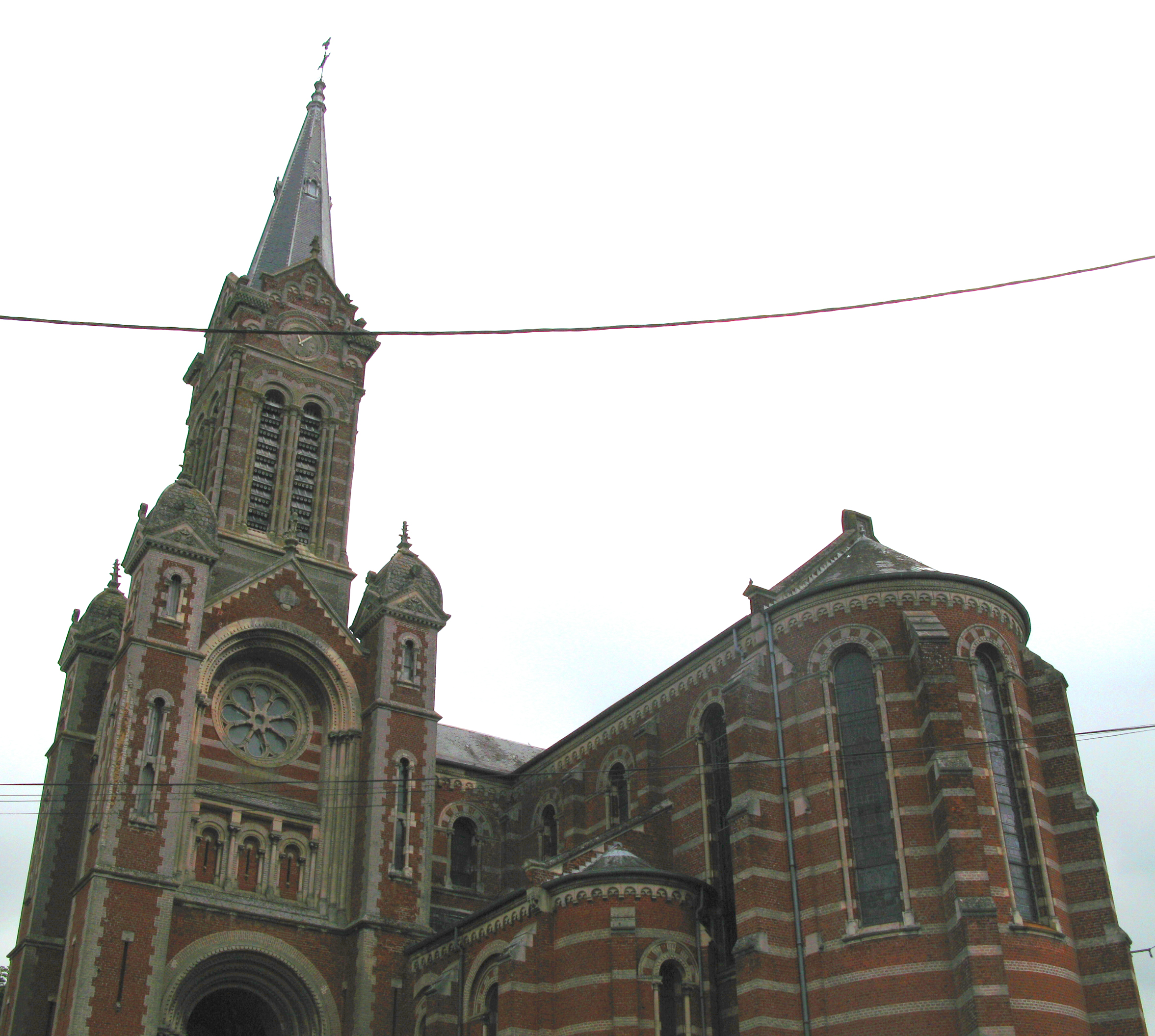

El 2007 la població en edat de treballar era de 106 persones, 80 eren actives i 26 eren inactives. De les 80 persones actives 74 estaven ocupades (41 homes i 33 dones) i 6 estaven aturades (3 homes i 3 dones). De les 26 persones inactives 4 estaven jubilades, 13 estaven estudiant i 9 estaven classificades com a «altres inactius».

### Ingressos
El 2009 a Louvrechy hi havia 65 unitats fiscals que integraven 180 persones, la mediana anual d'ingressos fiscals per persona era de 16.552 €.

### Activitats econòmiques

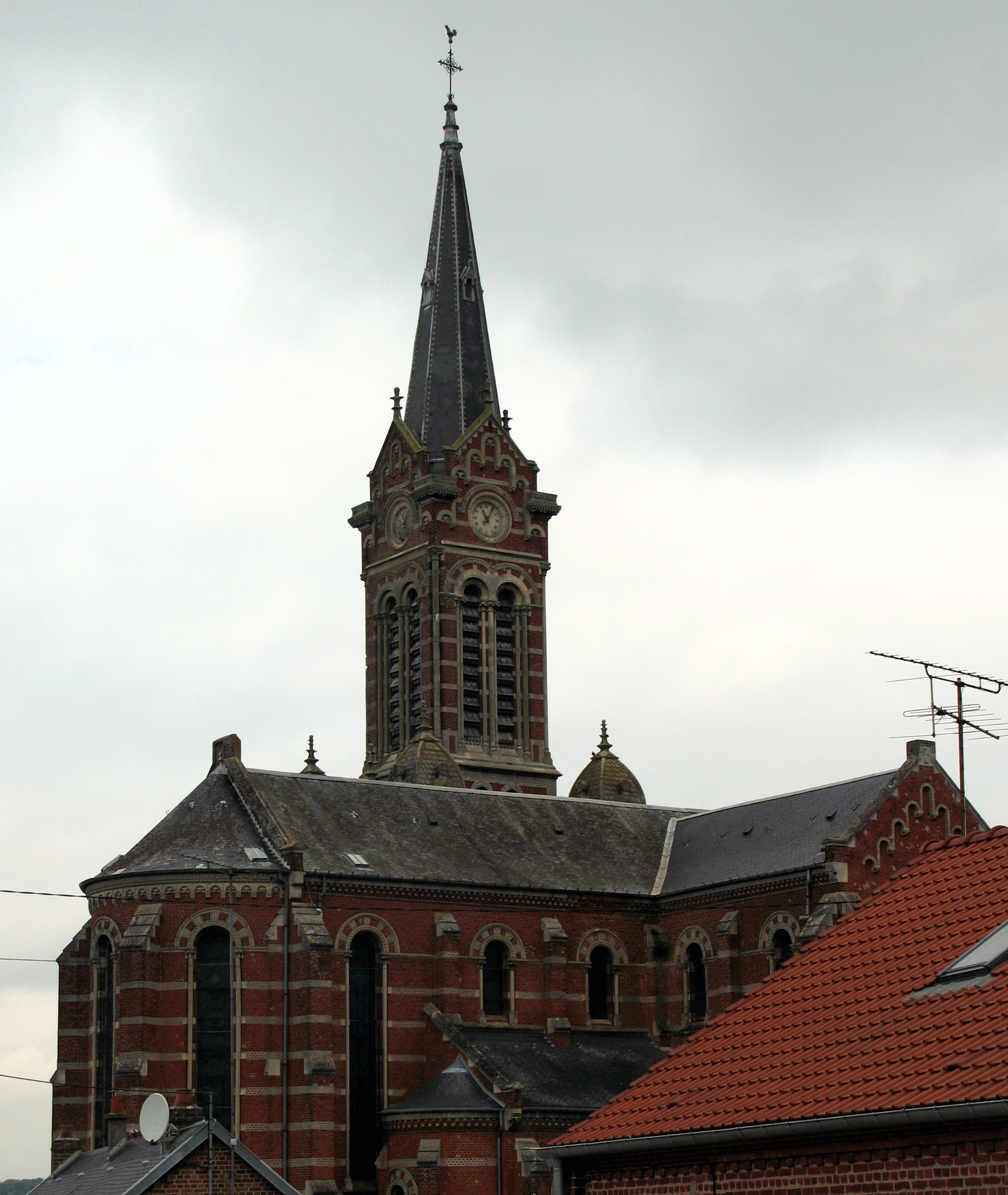

Dels 2 establiments que hi havia el 2007, 1 era d'una empresa de comerç i reparació d'automòbils i 1 d'una empresa classificada com a «altres activitats de serveis».
L'any 2000 a Louvrechy hi havia 10 explotacions agrícoles que ocupaven un total de 588 hectàrees.

## Equipaments sanitaris i escolars
El 2009 hi havia una escola elemental integrada dins d'un grup escolar amb les comunes properes formant una escola dispersa.

## Poblacions més properes
El següent diagrama mostra les poblacions més properes.